# Suelo alcalino
Los suelos alcalinos son suelos arcillosos con pH elevado (>9), estructura pobre y densa, baja capacidad de infiltración y lenta permeabilidad. Poseen a menudo una capa calcárea compacta a una profundidad de 0.5 - 1 m (en la India llamada kankar). Son difíciles de cultivar para la agricultura.
Las propiedades físicas desfavorables de estos suelos se deben mayormente a la presencia de carbonato de sodio, que causa la expansión de la arcilla cuando están húmedos. Su nombre lo derivan del grupo de metales alcalinos al cual pertenece el sodio, que puede originar condiciones básicas. Suelos que son básicos por otras razones no se llaman alcalinos: todos los suelos alcalinos son básicos, pero no todos los suelos básicos son alcalinos. Los suelos alcalinos son el opuesto de los suelos sulfatados ácidos que tienen un pH < 5.

## Causas
Los suelos alcalinos pueden nacer naturalmente o por intervención humana.
1. El origen natural se debe a la presencia de minerales que bajo condiciones climáticas se descomponen liberando el carbonato de sodio.
2. La intervención humana consiste en la aplicación de agua de riego con contenido relativamente alto de bicarbonato de sodio, de forma que el carbonato se disuelve.

## Ocurrencia
El grado de ocurrencia de los suelos alcalinos no se conoce exactamente, pero en Europa oriental y la India septentrional se encuentran millones de hectáreas.

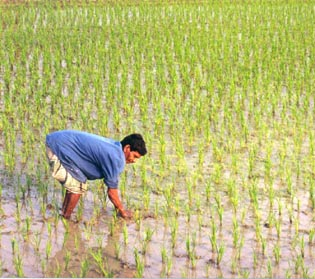
El cultivo de arroz bajo agua

## Problemas agrícolas
Los suelos alcalinos no se dejan usar fácilmente en la agricultura. A causa de la baja capacidad de infiltración el agua de lluvia se estanca en la superficie y en épocas secas el riego apenas es aplicable. Por esto, la agricultura se restringe a arrozales o al cultivo de gramíneas resistentes a excesos de agua.

## Química
La alcalinidad concurre con la presencia de carbonato de sodio o soda (Na2CO3) en el suelo, sea como consecuencia de la descomposición natural de los minerales del suelo, o sea como resultado de la introducción por riegos o inundaciones.
El carbonato de sodio, cuando se disuelve en agua, se disocia en 2Na+ (dos cationes de sodio, siendo iones con carga eléctrica positiva) y CO32- (un anión, con doble carga eléctrica negativa).
La soda puede reaccionar con agua (H2O) produciéndose dióxido de carbono, que se escapa como gas carbónico a la atmósfera, e hidróxido de sodio (Na+OH–), que es alcalino y rinde un valor alto del pH (> 9).
Anotaciones
- El agua (H2O) se disocia por una muy pequeña parte en H+ (hidrógeno) y OH– (hidróxido) iones. El catión H+ trae una carga eléctrica positiva (+) y el anión OH– lleva una carga negativa (–). En agua pura y neutra la concentración de H+ iones así como la de OH– iones iguala a 10–7 eq/l , una concentración bien baja.
- 1 eq (peso equivalente) de iones corresponde a tantos gramos de una sustancia química como corresponde a su peso molecular dividido por la carga eléctrica. El peso molecular de H+ es 1 y el de OH– es 17. Sustancias con el mismo peso equivalente llevan igual carga eléctrica. En agua pura la concentración de iones de H+ y OH– iones es respectivamente 10–7 g/l and 17x10–7 g/l, con igual carga eléctrica por litro.
- El pH del agua pura, siendo el logaritmo negativo de la concentración del ion H+ en eq/l, es 7. De igual modo el pOH también es 7. Cada unidad de disminución del pH significa una multiplicación de esta concentración con un factor 10. Contrariamente, cada unidad de aumento del pH iguala a una división de la concentración por un factor 10. En agua con sales diluidas, las concentraciones de H+ y OH– pueden cambiar, pero la suma de pH y pOH permanece constante, a saber 14. Un pH de 7 entonces corresponde con un pOH de 7, y un pH de 9 con un pOH de 5.
- Formalmente es preferible expresar la concentración de los iones H+ en OH– en términos de actividad química, pero esto prácticamente no influye el valor de pH y pOH.
- Una solución con pH < 6 se llama ácida y con pH >8 básica. La solución con pH < 4 es muy ácida y con pH > 10 muy básica.

La reacción química entre Na2CO3 y H2O se escribe como sigue:
{\displaystyle {\ce {2Na+ + CO3^2- + 2H+ + 2OH- <=> 2Na+ + 2OH- + H2CO3}}}
El ácido H2CO3 (el ácido carbónico) es inestable y se descompone en H2O y CO2 (dióxido de carbono), un gas que se escapa a la atmósfera, lo que explica la alcalinidad restante en la forma de Na+OH– (hidróxido de sodio).
No todo el carbonato de sodio sigue la reacción química anterior. La parte residual, y por ello la presencia de iones de CO32– origina que el CaCO3 (una sal poco soluble) precipite como una sustancia sólida calcárea inmovilizando los iones de calcio:
{\displaystyle {\ce {2Na+ + CO3^2- + Ca^2+ <=> 2Na+ + CaCO3v}}} 

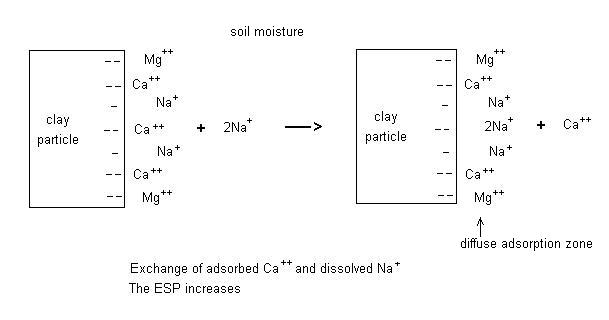
Proceso de intercambio entre la superficie del mineral arcilloso y la humedad del suelo

La presencia excesiva de Na+ en la humedad del suelo y la precipitación de Ca2+ conduce al fenómeno que las partículas de arcilla, teniendo cargas eléctricas negativas en su superficie, adsorben más Na+ en su Zona Difusa de Adsorción ('ZDA, véase la figura), oficialmente llamada capa doble difusa) y, por intercambio, liberan Ca2+, razón por la cual el Porcentaje de Sodio Intercambiable (PSI) aumenta.
El Na+ es más activo, más móvil, y posee una carga eléctrica más pequeña que Ca2+, lo que explica que el espesor de la zona ZDA crece al medido que se adsorbe más Na+. El espesor también está influenciado por la cantidad total de iones en el fluido del suelo en el sentido que concentraciones mayores originan contracción de la ZDA.
Las partículas de arcilla con un PSI relativamente grande (> 16) y en contacto con humedad del suelo poco salino experimentan una zona ZDA expandida y el suelo se hincha por dispersión. Este fenómeno tiene como consecuencia un empeoramiento de la estructura del suelo y especialmente compactamiento y costración de la capa superior. Por ello, la permeabilidad, o sea la conductividad hidráulica, se reduce, así como la capacidad de almacenamiento del agua y a la vez la disponibilidad de agua. La germinación y el rendimiento de los cultivos agrícolas se perjudican.
Anotación
- En suelos salinos la gran cantidad de iones en la solución del suelo contrarresta la expansión de partículas de arcilla de manera que los suelos salinizados no tienen estructura desfavorable. En principio los suelos alcalinos no son salinos porque los problemas causados por la alcalinidad son más fuertes a medida que la salinidad se reduce.

Los problemas causados por alcalinidad se acentúan más en suelos de textura arcillosa que en los suelos limosos o arenosos. Los suelos arcillosos que contienen montmorillonita son más susceptibles a la alcalinidad que los conteniendo illita porque el primer mineral tiene una mayor superficie específica (la superficie total de las partículas por unidad de volumen) y por ello una mayor capacidad de intercambio.
Anotación
- Algunos minerales arcillosos con casi 100% de sodio intercambiable (es decir casi saturado de sodio) se llaman bentonitas y se usan para construir cortinas impermeables en la tierra, por ejemplo por debajo de presas hidráulicas previniendo filtraciones del agua subterránea.

## Recuperación del suelo
Suelos alcalinos se dejan mejorar con cultivos de gramíneas subsolando la materia orgánica ácida y lavando la acidez y el sodio del perfil de modo que el calcio llega a disolverse. Un arado profundo sería instrumental en elevar el calcio a la capa superior.
Además se puede mejorar el suelo con sustancias acidificantes como la pirita, causante de la acidez en el suelo sulfatado ácido, pero remedio efectivo en el suelo alcalino.
Como alternativa, se aplica el yeso o aljez (sulfato de calcio, CaSO4) como fuente de calcio que puede desplazar el sodio de la zona ZDA. A fin de que este método será exitoso uno debe asegurarse de la posibilidad de un drenaje natural hacia el subsuelo o, en su ausencia, de un sistema artificial de drenaje subterráneo para evacuar el exceso de sodio.
Es preciso evitar el riego con agua conteniendo carbonato de sodio. La calidad del agua de riego se describe con dos índices: 
1) La Relación de sodio adsorbido (RSA)
El RSA se calcula como:
{\displaystyle RSA={\frac {[Na^{+}]}{\sqrt {\frac {[Ca^{2+}]+[Mg^{2+}]}{2}}}}}
donde: [ ] significa concentración en mili equivalentes/litro (meq/L). También se puede expresar en miligramos por litro (mg/L), para lo cual se sustituyen las concentraciones en meq/L por concentraciones milimolares (mM) y se divide por sus respectivas masas atómicas:
{\displaystyle RSA={\frac {\frac {[Na^{+}]}{23}}{\sqrt {{\frac {[Ca^{2+}]}{40}}+{\frac {[Mg^{2+}]}{24}}}}}}
De donde se desprende que magnesio (Mg) juega un papel semejante al del calcio (Ca)

El valor de RSA no debería sobrepasar 20 y por preferencia sería menor de 10.
2) El contenido residual de carbonato de sodio (RCS, meq/l)
El RCS se calcula como:
RCS = [HCO3– + CO32– ] ‑ [Ca2++ Mg2+ ]
        = {HCO3–/61 + CO32–/30} ‑ {Ca2+/20 + Mg2+/12}
La ecuación reconoce la presencia de bicarbonatos, HCO3–, la forma en que los carbonatos se disuelven.
El valor de RSA no debería sobrepasar 1 y por preferencia sería menor de 0.5

## Diferencias en semejanzas

### Suelos salinos
La gran mayoría de los suelos salinos abundan de sodio porque el cloruro de sodio (NaCl) es la sal dominante. Sin embargo no tienen el pH muy elevado ni tienen baja capacidad de infiltración. Después de lavar las sales estos suelos normalmente no se convierten en suelos alcalinos porque los iones móviles de Na+ se dejan evacuar fácilmente. Por ello los suelos salinos generalmente no requieren aplicación de yeso para su recuperación.

### Vertisoles
Los vertisoles también son suelos arcillosos expansivos con montmorillonita , pero no tienen un pH muy alto. Contrario a los suelos alcalinos, los vertisoles se contrayen considerablemente en épocas secas formando grietas grandes.